# 1580 az irodalomban
Az 1580. év az irodalomban.

## Új művek

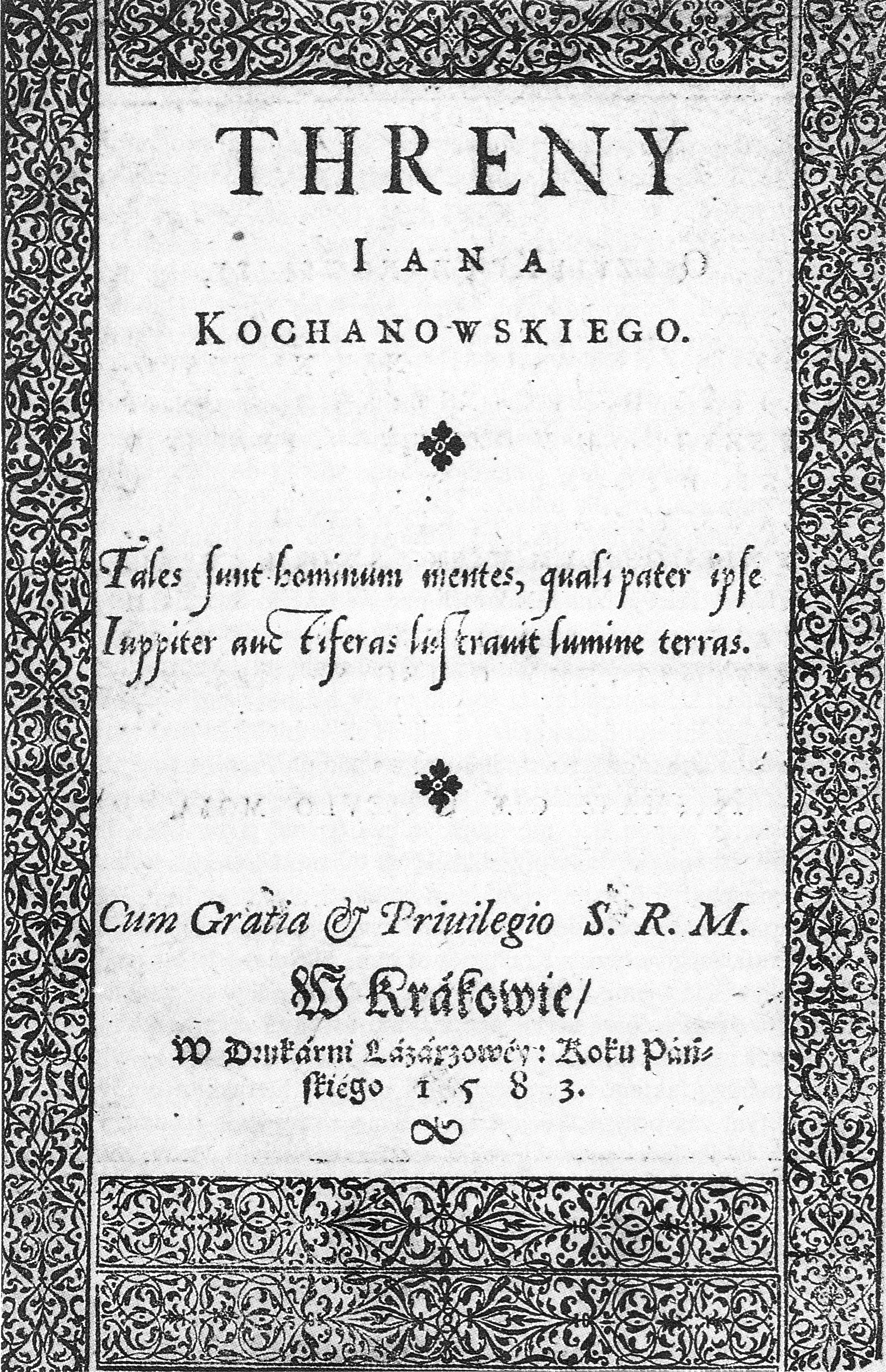
A Gyászdalok címlapja

- John Lyly angol manierista író: Euphues and his England
- Michel de Montaigne francia író, filozófus Esszéinek (Essais) első kiadása (Bordeaux); később a mű további jelentős részekkel bővült.
- Jan Kochanowski lengyel költő Threny (Gyászdalok vagy Panaszdalok) című versciklusa (Krakkó).

## Születések
- szeptember 14. – Francisco de Quevedo spanyol barokk költő († 1645)
- 1580 vagy 1581 – Juan Ruiz de Alarcón mexikói származású spanyol drámaíró († 1639)

## Halálozások
- június 10. – Luís de Camões, a portugál reneszánsz kiemelkedő személyisége, Portugália nemzeti költője (* 1524 vagy 1525)
- 1580. körül – Ilosvai Selymes Péter magyar költő, históriás énekek szerzője (* 1520 körül)